# Parque nacional de Biebrza
El parque nacional de Biebrza (en polaco: Biebrzański Park Narodowy) es un parque nacional del noreste de Polonia, localizado junto al río Biebrza, en el voivodato de Podlaquia.

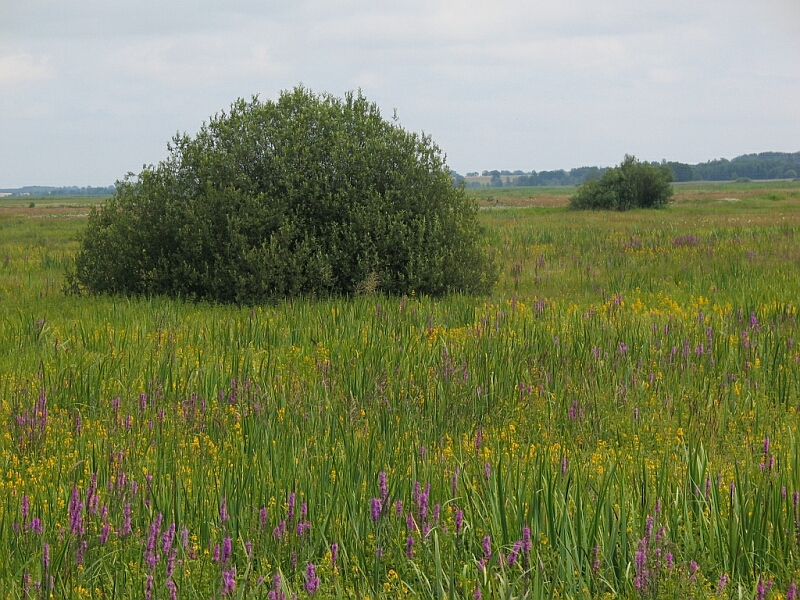
Prados de río en Biebrza

Es el mayor parque nacional de Polonia. Así, el parque nacional de Biebrza fue creado el 9 de septiembre de 1993. Su superficie total cubre 592,23 km², de los cuales el bosque ocupa 155,47 km², los campos y las praderas cubren 181,82 km² y las famosas marismas Biebrza con un área de 254,94 km².
Las marismas son la parte más impresionante. El Parque Nacional de Biebrza protege un gran y relativamente poco manipulado territorio con la extraordinaria variedad de numerosas comunidades de plantas, singulares pájaros de humedal y mamíferos como alces y castores, así como otros animales. Los humedales de Biebrza así como los de los valles del Río Narew son centros muy importantes para la reproducción, alimentación y descanso de las aves. En 1995 el parque fue reconocido como humedal de importancia internacional y se colocó bajo la protección del Convenio de Ramsar. La parte más importante del parque es la zona de Czerwone Bagno (marisma roja), la cual se encuentra bajo un estricto régimen de protección.
Las oficinas del parque se encuentran en Osowiec-Twierdza, en el recinto del edificio histórico Fuerte Osowiec, cerca de Goniądz.